# 耶律義先
耶律義先（1011年—1052年），辽国政治人物。南府宰相、燕王耶律瑰引次子。于越耶律仁先之弟。
耶律義先美容姿，举止庄重有礼仪。重熙初年，補任祗候郎君班詳稳。重熙十三年（1044年），随辽兴宗西征西夏，耶律義先为十二行糾都监，立战功转任南院宣徽使。蕭革任同知枢密院事专权，耶律義先请求興宗不要重用蕭革，興宗不听。他日興宗宴会群臣，負者罰酒。耶律義先与蕭革一起博戏：“臣纵不能进贤退不肖，安能与国贼博哉！”，辽兴宗阻止他：“卿醉矣！”耶律义先厉声诟骂不已。激怒興宗，幸亏皇后劝说，得解。次日、興宗说：「義先無礼，当左遷」。蕭革回答：「义先天性忠直，今以酒失而出，谁敢言人之过？」興宗更加信任蕭革。義先郁郁不乐，但是不妨害朝議政務。再於興宗面前于上前博戏，耶律义先祝告：“向言人过，冒犯天威。今日一掷，可表愚款。”俄得堂印。興宗驚愕。
重熙十六年（1047年）耶律義先为殿前都点检。重熙十七年（1048年）位行軍都部署，攻讨蒲奴里。重熙十八年（1049年），擒获蒲奴里首長陶得里凱旋。因功转任南京統軍使，封武昌郡王。奏请統軍司钱营息赡济貧民。于是兵器完整，民力休養。重熙二十一年（1052年），拜惕隐，進富春郡王，去世。享年四十二岁。清寧九年（1063年）追贈許王。弟耶律信先。

## 延伸阅读
[在维基数据编辑]
 《遼史·卷90》，出自脱脱《遼史》